# Evangelische Kirche (Kirchen)

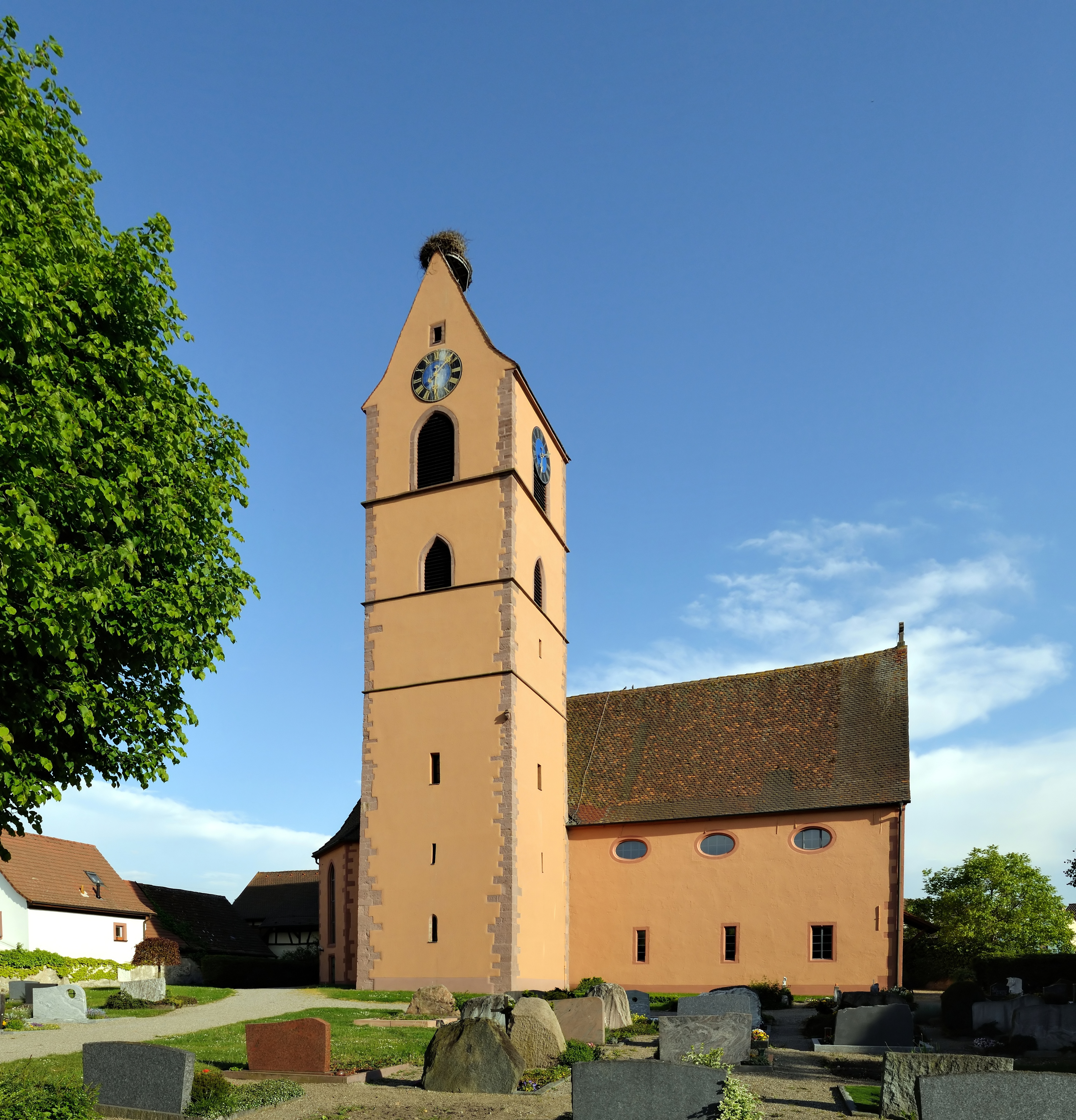
Evangelische Christuskirche (Nordwestansicht)

Die Evangelische Kirche, auch Christuskirche, im Ortsteil Kirchen der Gemeinde Efringen-Kirchen im Landkreis Lörrach geht auf das 12. Jahrhundert zurück. Das Langhaus der heutigen Kirche geht auf den Anfang des 17. Jahrhunderts zurück.

## Geschichte
Die erste Erwähnung der Kirche in Kirchen („ecclesia Chilheim“) geht urkundlich zum ersten Mal in einem Besitzstreit zwischen dem Kloster Stein am Rhein und Adelgot, Lupold und Theodrich von 1169 hervor. Der Ort wurde 1007 von König Heinrich II. dem Kloster geschenkt.
Diese Kirche besaß einen holzgeschnitzten Hochaltar, dessen Teile sich heute im Dreiländermuseum in Lörrach befinden. Zu diesen Teilen zählt die Gottvaterfigur und eine weibliche Figur, welche die Heilige Verena sein könnte. Die Figuren von Anfang des 16. Jahrhunderts werden der oberrheinischen barocken Spätgotik zugeordnet und weisen Ähnlichkeiten zu jenen des Breisacher Münsters auf, die vom Meister HL geschaffen wurden.
In den Jahren 1613 bis 1615 erfolgte eine Erneuerung des Langhauses, da die Kirche zu klein war und sich im baufälligen befand. Die Jahreszahl 1613 ist am Seitenportal in der Südwand eingemeißelt. Die Kanzel an der Südwand des Langhauses trägt die Jahreszahl 1686.
1902 verlegte man das Hauptportal von der Westwand an die Hauptachse des Kirchenschiffs. Ebenfalls Anfang des 20. Jahrhunderts wurden an die West- und Nordwand Emporen eingebaut sowie Altar und Taufstein ersetzt.

## Beschreibung

### Kirchenbau

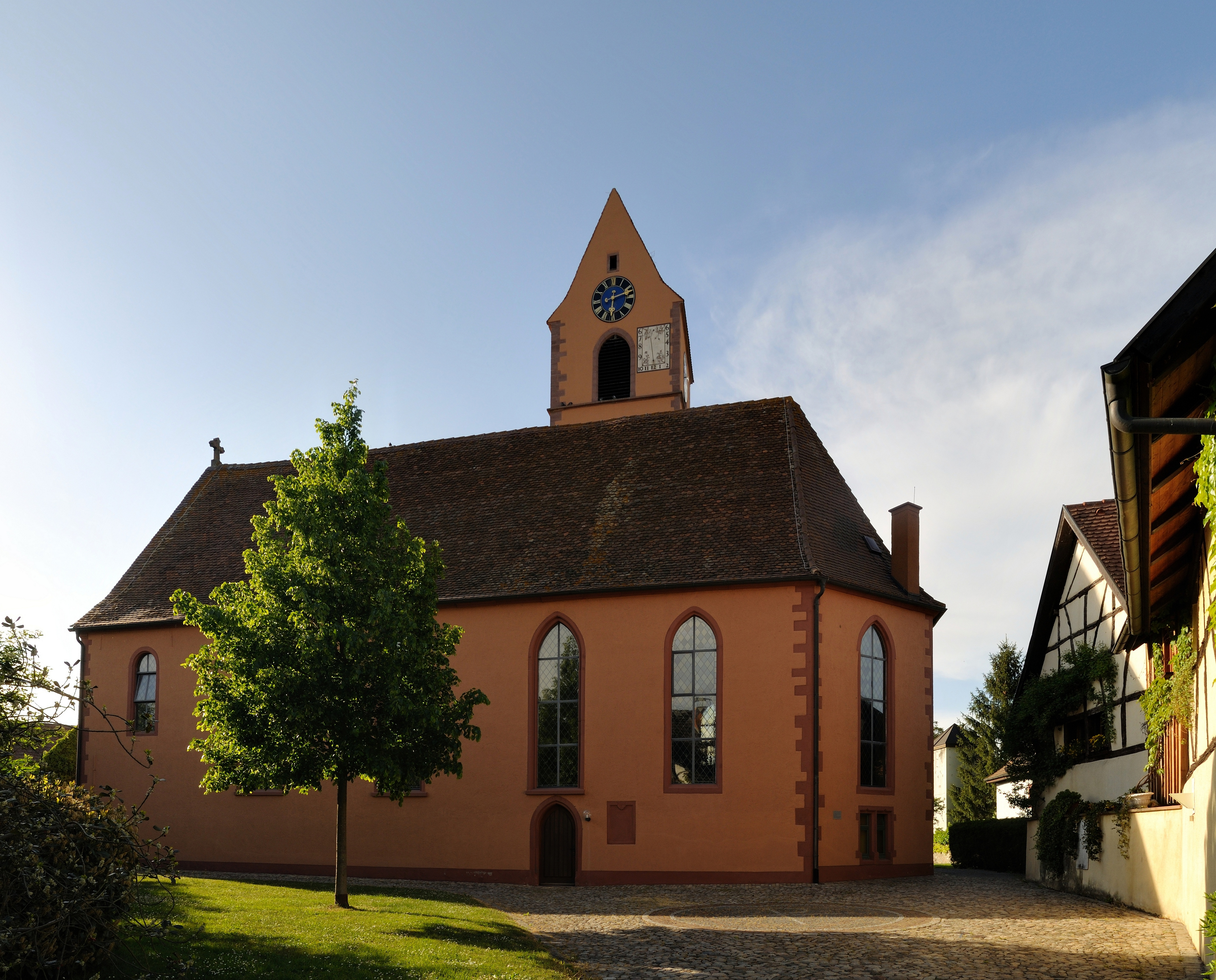
Südansicht

Die Evangelische Kirche in Kirchen besteht auf einem einschiffigen, rechteckigen Langhaus mit polygonalem Chor. Der Baukörper ist mit einem Satteldach bedeckt, der über dem Chor abgewalmt ist. An der Südseite des Langhauses befinden sich fünf hohe spitzbogige Fenster. Neben dem Seitenportal ist ein Epitaph für Anna Bürckin, geb. Gerwickin († 16. Oktober 1673), der Frau von Michael Bürckin, Vogt und Ausschussmitglied angebracht. Dazu erinnern zwei Tafel an die Gefallenen im Krieg 1870/71 Johann Jak. Müller († 29. Januar 1871) und Ludwig Bürgin († 11. Februar 1871).
An der Nordseite ist der Glockenturm angebaut; an dem freien Fassadenteil der Nordwand sind drei rechteckige und darüber drei ovale Fenster.
Der Glockenturm besteht aus fünf unterschiedlichen hohen Geschossen. Im vierten und fünften Geschoss befinden sich zu jeder Seite spitzbogige Klangarkaden, wobei die in der fünften Etage größer ausfallen. Der Turm ist über ein zum Langhausdach im rechten Winkel stehenden Satteldach gedeckt. An den beiden Giebelseiten befinden sich je ein Zifferblatt der Turmuhr. An den anderen beiden Seiten überdecken die Zifferblätter den oberen Teil der Klangarkaden. An der Südfassade befindet sich zusätzlich eine Sonnenuhr.
Nördlich der im Ortskern stehenden Kirche befindet sich der Friedhof von Kirchen.

### Inneres und Ausstattung
Chor und Langhaus sind mit einer flachen Decke eingezogen. An der Nordseite befindet sich eine Empore mit Bänken für Gottesdienstbesucher. Diese ist über eine Treppe im Chor erreichbar, die wiederum auf halber Höhe eine weitere Empore zur Chorseite zugänglich macht. Auf der Chorempore befindet sich die Orgel. Der auf einem leichten Podest stehende Holzaltar ist mit Schnitzereien von Blumenmotiven und einem Kreuz verziert. Links vom Altar steht ein Taufstein, rechts eine Kanzel mit Schalldeckel.
Unterhalb des Kreuzes an der Südwand befindet sich eine Erinnerungstafel für die Gefallenen des Ersten Weltkrieges. An der Nordwand erinnern zwei Epitaphe an den Vogt Johannes Bürche (Bürgin) († 26. August 1670) und Wilhelm Sartorius († 18. Juli 1762).

### Glocken und Orgel

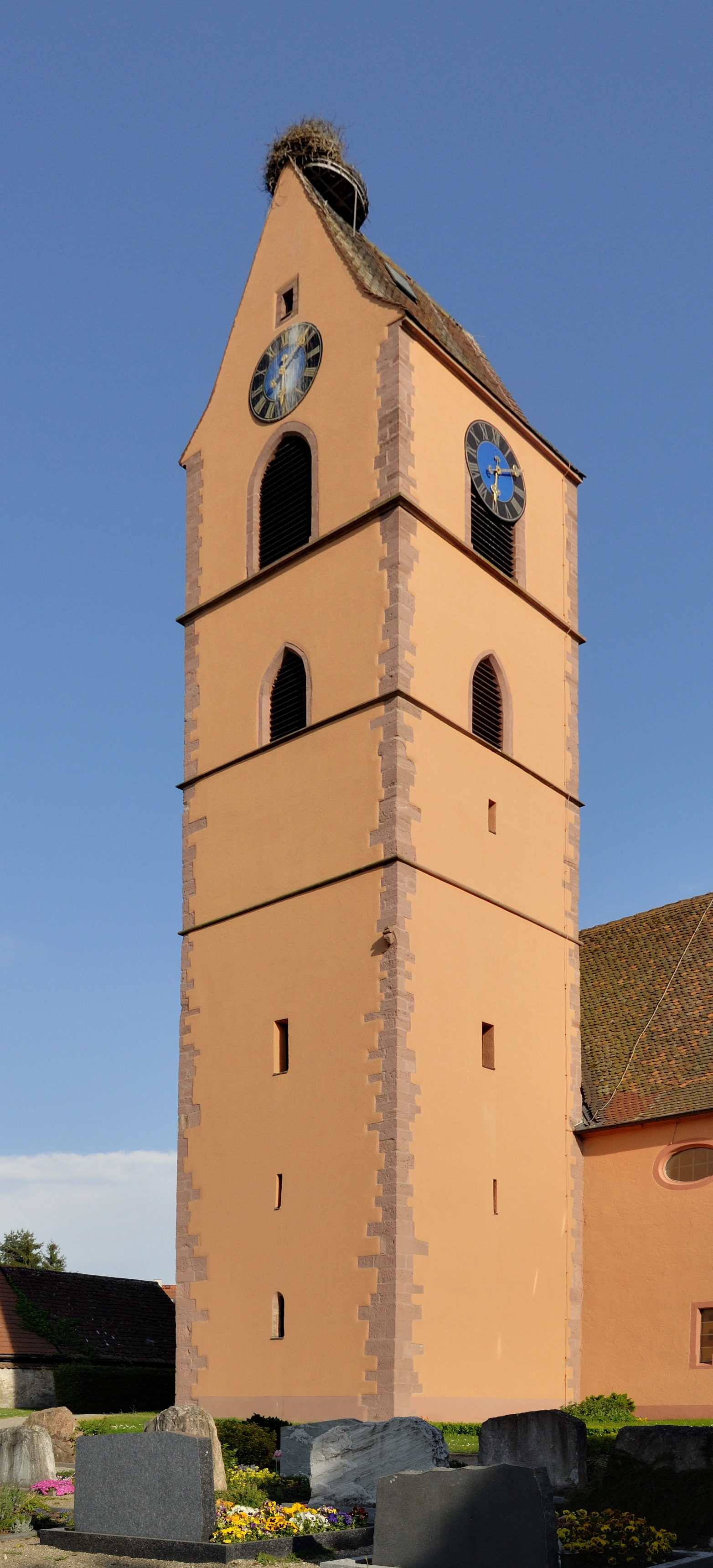
Glockenturm

- Das fünfstimmige Glockengeläut der Kirche setzt sich wie folgt zusammen:[4]

| Glocke | Schlagton | Gussjahr | Gießer            |
| ------ | --------- | -------- | ----------------- |
| 1      | e′        | 1951     | Bochumer Verein   |
| 2      | g′        | 1951     | Bochumer Verein   |
| 3      | a′        | 1951     | Bochumer Verein   |
| 4      | h′        | 1951     | Bochumer Verein   |
| 5      | dis″      | 1676     | J. J. Roth, Basel |
- Die Orgel von Peter Vier aus dem Jahr 1977 arbeitet mit Schleifladen und verfügt über eine mechanische Traktur, drei Manuale, Pedal und 18 Register.[4] Das erste Manual ist ein Koppelmanual.[5]